# Priapism
Priapismul este o afecțiune medicală posibil dureroasă, în care penisul erect sau clitorisul nu se întorc la starea flască, în ciuda absenței stimulării atât fizice, cât și psihologice, în termen de patru ore.
Această erecție anormală, persistentă și dureroasă a penisului este involuntară și nu are nici o legătură cu stimularea sexuală și nici nu dispare după ejaculare.
Cauza este o insuficientă drenare a sângelui care umple corpii cavernoși, menținând penisul în erecție. Spre deosebire de cazul unei erecții fiziologice, în priapism glandul nu este umflat și rămâne moale.
Priapismul (tromboza corpilor cavernoși) apare și ca simptom la unele boli grave, ca leucemia granulocitară cronică (L.G.C.) (denumită și mieloleucoză cronică, leucemie mieloidă cronică).
Există două tipuri de priapism: flux scăzut și flux crescut; 80-90% din cazuri sunt cu flux scăzut.
Morbiditatea cronică majoră asociată cu toate tipurile de priapism este disfuncția erectilă persistentă și impotența.
Numele vine de la zeul grec Priapus (greacă veche Πρίαπος), un zeu al fertilității adesea reprezentat cu o erecție disproporționat de mare și permanentă.